# Macrophilie

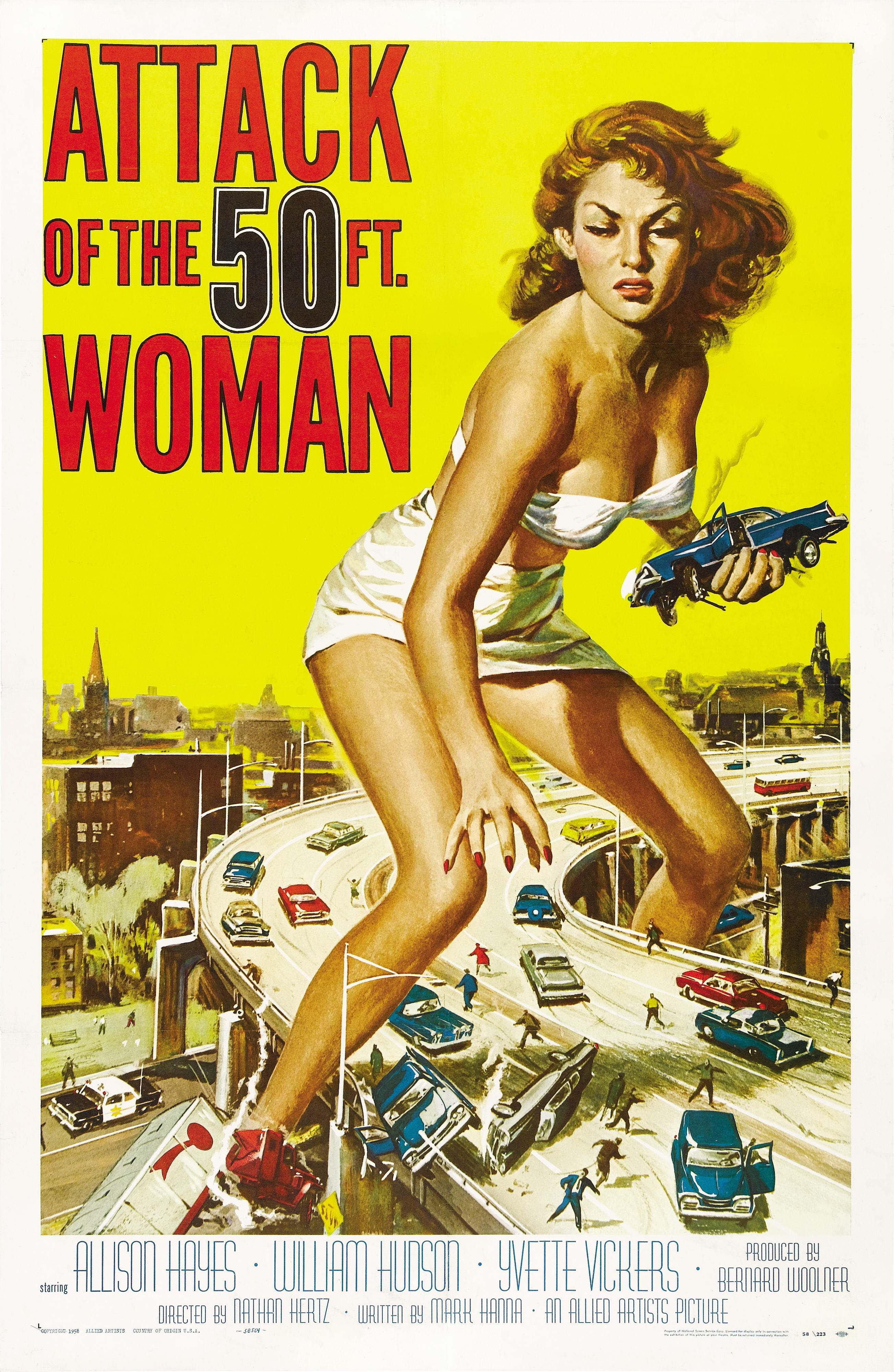
Affiche de L'Attaque de la femme de 50 pieds (1958).

La macrophilie (du grec macros : « grand, large », et philia : « amour ») est une paraphilie dans laquelle un individu éprouve un fantasme sexuel envers les géants ou les géantes. Ce thème peut être trouvé dans certains films comme L'Attaque de la femme de 50 pieds. La macrophilie est typiquement basée sur une personne minuscule dominée par un géant. Ce fantasme peut se diviser en deux catégories : soit l'un des deux personnages grandit pour certaines raisons et l'autre garde la même taille, soit le premier garde la même taille et l'autre rapetisse.
Certains individus imaginent être dominés par ce qui est proportionnellement plus grand ou/et plus imposant qu'eux et tendent ainsi à adopter un comportement masochiste de servitude. D'autres individus adoptent l'attitude macrophile par fascination pour ce qui est sacré et puissant (ex. : les dieux).

## Intérêts
La majorité des macrophiles sont des individus attirés par plus grands qu'eux[réf. nécessaire]. Ils apprécient typiquement de se sentir petit et abusé ou humilié. Les macrophiles peuvent aussi voir un être puissant et dominateur.
Les personnes jouant le rôle d'un(e) géant(e) dans ce fétichisme adorent être vénérées ou respectées,. La taille véritable de la personne dans le fantasme peut varier aux dépens de l'individu. Alors que certains fantasment sur une personne légèrement plus grande qu'eux, d'autres ont un intérêt concernant les géant(e)s qui font plus d'une trentaine de mètres de hauteur.

## Média et expériences
Internet joue un rôle important dans le développement de ce fétichisme. Des photos retouchées et collages effectués par Photoshop et vidéos sont diffusées dans certains forums spécialisés ou même sur les moteurs de recherche en général. Cependant, certains adeptes de la macrophilie utilisent des alternatives telles que l'écrasement ou le, très controversé, écrasement fétichiste pour assouvir la plupart de leurs désirs macrophiles.
Une manière d'expérimenter ce type de fétichisme est possible dans la vraie vie, inspirée d'un peuple connu sous le nom d'amazones, soit les guerrières géantes mythologiques grecques. Une mannequin fétiche, telle que l'américaine Mikayla Miles pourrait engager des séances privées avec des macrophiles pour engager une interaction non-sexuelle, telle que le piétinement, le levage ou transport, le fétichisme du pied, les jeux de rôle et la domination.

## Relation avec d'autres fétichismes
Un intérêt dans la macrophilie peut être communément et lié à d'autres fétichismes sexuels :
- Fétichisme de l'écrasement – Être écrasé par une personne (en général, humains, insectes ou animaux)[5]
- Fétichisme du pied – Vénération des pieds d'un(e) géant(e)[4]
- Fétichisme du nez – Être pressé contre le nez d'un(e) géant(e)[4]
- Vorarephilie – Être mangé par une personne géante[3]
- Sthénolagnie – Vénération des muscles d'un(e) géant(e)

## Théâtre
Un spectacle théâtral en alexandrins Le Rosifeur, écrit par Patrick Rebeaud, raconte la passion amoureuse entre un homme (le Professeur Lampoi) et une femme minuscule (Julie Ripon).

## Musique
Dans la chanson La géante, écrite par Pierre Philippe et figurant sur les albums Juliette chante aux Halles et Rimes féminines, la compositrice et interprète Juliette dépeint les amours d'une monstrueuse géante vivant dans un « vallon noir » avec de minuscules amants qu'elle recueille au creux de sa main,.